# Industry Baby
«Industry Baby» es una canción del rapero y cantante estadounidense Lil Nas X y el rapero estadounidense Jack Harlow, lanzado el 23 de julio de 2021 a través de Columbia Records. La canción cuenta con la coproducción del rapero y productor discográfico estadounidense Kanye West y el dúo de productores Take a Daytrip. Es el tercer sencillo del álbum debut de estudio de Lil Nas X, Montero (2021). La canción debutó alcanzando el número 2 en el Billboard Hot 100 para la semana del 7 de agosto de 2021. Más tarde el 23 de octubre alcanzó la cima del chart. Siendo otra de sus canciones más reconocidas.

## Antecedentes y lanzamiento
En marzo de 2021, Nike, Inc. presentó una demanda contra el colectivo artístico MSCHF, que diseñó los zapatos «Satan Shoes» como promoción de la canción de Lil Nas X, «Montero (Call Me by Your Name)». El caso se resolvió en abril de 2021, aunque el 16 de julio, Lil Nas X publicó un video en TikTok afirmando que tenía una audiencia judicial próxima al respecto el 19 de julio. La fecha de esta supuesta audiencia judicial, sin embargo, resultó ser la fecha de lanzamiento del adelanto de «Industry Baby» en forma de parodia que parodia la demanda, con él apareciendo aparentemente en el juicio por los zapatos «Satan Shoes», pero cambiando rápidamente de enfoque hacia su sexualidad. El adelanto estuvo acompañado de un sitio web.
A fines de junio, se filtró en línea una versión demo de la canción con instrumentales ligeramente diferentes. La versión demo no incluye colaboración.[cita requerida]
Antes del lanzamiento de la canción, Lil Nas X compartió una carta dirigida a su yo de 20 años señalando que la canción es una «para nosotros». Entre otras cosas, escribe sobre su estancamiento durante la pandemia de COVID-19, el ostracismo debido a su sexualidad y mantenerse fuerte frente a la adversidad para presenciar su éxito futuro.
Junto con el lanzamiento de la canción y el video musical el 23 de julio de 2021, Lil Nas X también se asoció con la organización sin fines de lucro The Bail Project a través del Bail X Fund, recaudando dinero con el objetivo de poner fin a la fianza en efectivo en los Estados Unidos en mente.

## Composición
Clash describió la canción «como una pieza burbujeante de rap con bordes pop». Billboard describió la canción como un «himno de rap elaborado por expertos». La canción se toca usando una trompeta y está escrita en la clave de mi bemol menor, usando una progresión de acordes iv-V-i. Originalmente se planeó que presentara una aparición especial de Nicki Minaj; sin embargo, Lil Nas X no recibió una respuesta de ella.

## Reconocimientos
| Año  | Organización           | Premio             | Resultado | Ref(s) |
| ---- | ---------------------- | ------------------ | --------- | ------ |
| 2021 | MTV Video Music Awards | Canción del Verano | Nominado  | [ 17 ] |

## Vídeo musical
Teniendo lugar dentro de la prisión estatal ficticia de Montero, el video musical de «Industry Baby» continúa después del video teaser en el que Lil Nas X es sentenciado a cinco años de prisión por ser gay. El video rinde homenaje a la película de 1994 The Shawshank Redemption y la película de 1979 Escape from Alcatraz. El baile fue coreografiado por Sean Bankhead.
El video fue dirigido por Christian Breslauer y producido por Andrew Lerios basado en una historia de Lil Nas. Fue coreografiado por Sean Bankhead. Bryson Pintard fue el director de arte. El video fue protagonizado por Lil Nas, Jack Harlow y Colton Haynes como jefe de seguridad y Vanessa Buchholz como guardia de la prisión. El video incorporó 20 bailarines, 9 «guardias de la prisión» y 29 «presos».[cita requerida]
Cinco días después, el 28 de julio de 2021, Lil Nas X trolleó a los fanáticos lanzando la versión «sin censura». El título se refiere a la censura de la escena de baile de la ducha desnuda del original. Esta versión comienza igual que la original, pero cuando se muestra el cabezal de la ducha justo antes de que comience el baile, el video parece quedarse en búfer, mostrando un círculo giratorio. El video permanece así durante la duración restante del video musical, nunca mostrando el resto del video ni sin censurar la escena censurada.

## Créditos y personal
Créditos adaptados de Tidal.
- Lil Nas X – voz, compositor
- Jack Harlow – voz, compositor
- Take a Daytrip – producción, producción vocal
  - David Biral – compositor
  - Denzel Baptiste – compositor, ingeniero de grabación
- Kayne West – compositor, producción
- Nick Lee – compositor, coproducción, trombón
- Roy Lenzo – compositor, ingeniero de grabación
- David Dickenson – asistente de grabación
- Drew Slinger – asistente de grabación, productor misceláneo
- Raúl Cubina – compositor, programación
- Mervin Hernández – asistente de grabación
- Eric Lagg – masterización
- Patrizio «Teezio» Pigliapoco – mezcla
- Ryan Svendsen – trompeta

## Posicionamiento en listas
| Lista (2021)                            | Mejor posición |
| --------------------------------------- | -------------- |
| Alemania (Media Control AG)             | 9              |
| Argentina (Argentina Hot 100)           | 72             |
| Australia (ARIA)                        | 4              |
| Austria (Ö3 Austria Top 40)             | 7              |
| Bélgica (Flandes) (Ultratop 50)         | 19             |
| Bélgica (Valonia) (Ultratop 50)         | 9              |
| Brasil (UBC)                            | 6              |
| Canadá (Canadian Hot 100)               | 3              |
| Canadá (CHR/Top 40)                     | 10             |
| Canadá (Canada Hot AC)                  | 42             |
| Croacia (HRT)                           | 23             |
| Dinamarca (Tracklisten)                 | 4              |
| Eslovaquia (Singles Digitál Top 100)    | 2              |
| España (Top 100 Canciones)              | 37             |
| Estados Unidos (Billboard Hot 100)      | 1              |
| Estados Unidos (Dance/Mix Show Airplay) | 28             |
| Estados Unidos (Hot R&B/Hip-Hop Songs)  | 1              |
| Estados Unidos (Mainstream Top 40)      | 6              |
| Estados Unidos (Rhythmic)               | 1              |
| Finlandia (OFC)                         | 5              |
| Francia (SNEP)                          | 5              |
| Global 200 (Billboard)                  | 2              |
| Grecia (IFPI)                           | 1              |
| Hungría (Single Top 40)                 | 11             |
| Hungría (Stream Top 40)                 | 4              |
| India (IMI)                             | 7              |
| Irlanda (IRMA)                          | 2              |
| Italia (FIMI)                           | 20             |
| Lituania (AGATA)                        | 2              |
| Malasia (RIM)                           | 7              |
| México (México Ingles Airplay)          | 27             |
| Noruega (VG-lista)                      | 3              |
| Nueva Zelanda (Recorded Music NZ)       | 1              |
| Países Bajos (Dutch Top 40)             | 27             |
| Países Bajos (Mega Single Top 100)      | 10             |
| Portugal (AFP)                          | 1              |
| Reino Unido (UK Singles Chart)          | 3              |
| Reino Unido (UK R&B Chart)              | 1              |
| Singapur (RIAS)                         | 4              |
| Sudáfrica (RISA)                        | 4              |
| Suecia (Sverigetopplistan)              | 8              |
| Suiza (Schweizer Hitparade)             | 4              |

## Certificaciones
| País           | Organismo certificador | Certificación | Ventas certificadas | Ref.   |
| -------------- | ---------------------- | ------------- | ------------------- | ------ |
| Australia      | ARIA                   | Oro           | 35,000              | [ 65 ] |
| España         | PROMUSICAE             | Oro           | 20,000              | [ 66 ] |
| Estados Unidos | RIAA                   | Platino       | 1,000,000           | [ 67 ] |
| Italia         | FIMI                   | Oro           | 35,000              | [ 68 ] |
| México         | AMPROFON               | Oro           | 70,000              | [ 69 ] |
| Nueva Zelanda  | RMNZ                   | Oro           | 15,000              | [ 70 ] |
| Portugal       | AFP                    | Oro           | 5,000               | [ 71 ] |
| Reino Unido    | BPI                    | Plata         | 200,000             | [ 72 ] |

## Historial de lanzamiento
| Región          | Fecha                | Formato(s)                   | Sello    | Ref.   |
| --------------- | -------------------- | ---------------------------- | -------- | ------ |
| Varios          | 23 de julio de 2021  | Descarga digital, streaming  | Columbia | [ 73 ] |
| Unión Soviética | 31 de julio de 2021  | Radio de éxito contemporáneo | Sony     | [ 74 ] |
| Estados Unidos  | 3 de agosto de 2021  | Radio de éxito contemporáneo | Columbia | [ 75 ] |
| Estados Unidos  | 3 de agosto de 2021  | Radio rítmica contemporánea  | Columbia | [ 76 ] |
| Estados Unidos  | 3 de agosto de 2021  | Radio urbana contemporánea   | Columbia | [ 77 ] |
| Australia       | 20 de agosto de 2021 | Radio de éxito contemporáneo | Sony     | [ 78 ] |